# Mugai Nyodai
Mugai Nyodai (1223–1298; jap. 無外如大) – pierwsza mistrzyni zen szkoły rinzai i opatka klasztoru.

## Życiorys
Jej świeckie nazwisko brzmiało Adachi Chiyono (安達千代野). Ojciec - samurai Adachi Kagemori - był krewnym po kądzieli regenta Hōjō. Jej mąż (Hōjō Sanetoki lub Hōjō Akitoki) pochodził z rodziny Kanazawa Hōjō, którzy służyli rodowi Hōjō i zarządzali Echigo. Chiyono urodziła córkę w młodym wieku. Była świetnie wykształcona, również w klasyce chińskiej.
Po wczesnej śmierci męża poświęciła się praktyce buddyjskiej. Według legendy przez bardzo długi czas nie mogła osiągnąć oświecenia, co doprowadziło ją do zniechęcenia. Jeszcze zanim poznała Zuyuana i została jego uczennicą, usługiwała trzem mniszkom w małej świątyni i obserwowała wieczorne sesje medytacyjne przeznaczone dla świeckich wyznawców, a następnie próbowała medytować naśladując podpatrywanych ludzi. Jedyne, co osiągnęła praktykując bez formalnych instrukcji, to ból w kolanach. W końcu zwróciła się do najmłodszej z mniszek i poprosiła o naukę zazen. Mniszka odparła, że jej zazen to jak najlepsze wypełnianie przez nią swoich obowiązków. Chiyono spełniała więc swoje obowiązki, które polegały zazwyczaj na zbieraniu drewna opałowego i przynoszeniu wody. Po pewnym czasie zwróciła się z prośbą o instrukcje do medytacji do najstarszej z mniszek, a ta udzieliła jej dokładnych nauk. Chiyono powiedziała wówczas, że jej obowiązki nie pozwalają jej na medytowanie ze wszystkimi. Na to mniszka odparła, że wszystko, co się robi może być zazen. I poradziła jej: "W jakiejkolwiek aktywności się znajdujesz, kontynuuj badanie, 'Czym jest umysł?' Skąd pojawiają się myśli? Kiedy słyszysz kogoś mówiącego, nie skupiaj się na słowach, ale zamiast tego pytaj 'kto słyszy?' Kiedy widzisz coś, nie skupiaj się na tym, ale pytaj siebie 'Co jest tym, co widzi?'" Chiyono poświęciła się takiej praktyce. Pewnego wieczoru, gdy niosła wodę w starym wiadrze patrzyła na odbicie w niej księżyca, nagle odpadło dno wiadra. Woda wyciekła i odbicie księżyca zniknęło. Był to moment jej oświecenia.
Wiersz oświecenia:
| Wymyślałam z tym i tamtym A potem z wiadra wypadło dno. Gdzie woda się nie zbiera, Księżyc nie przebywa. |

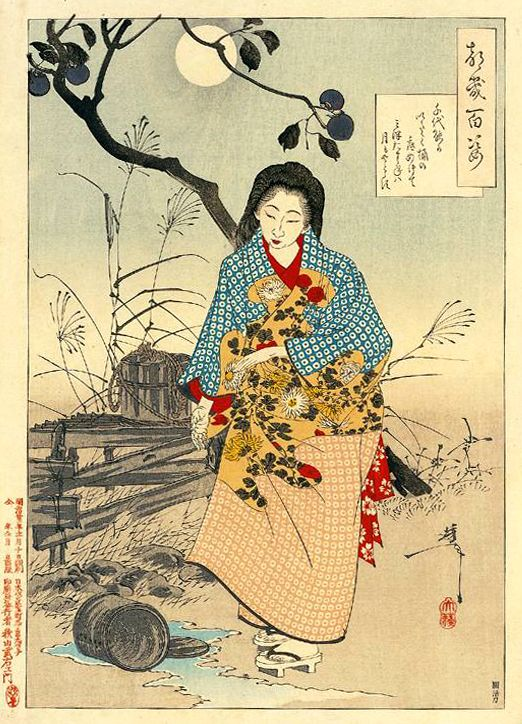
Moment oświecenia

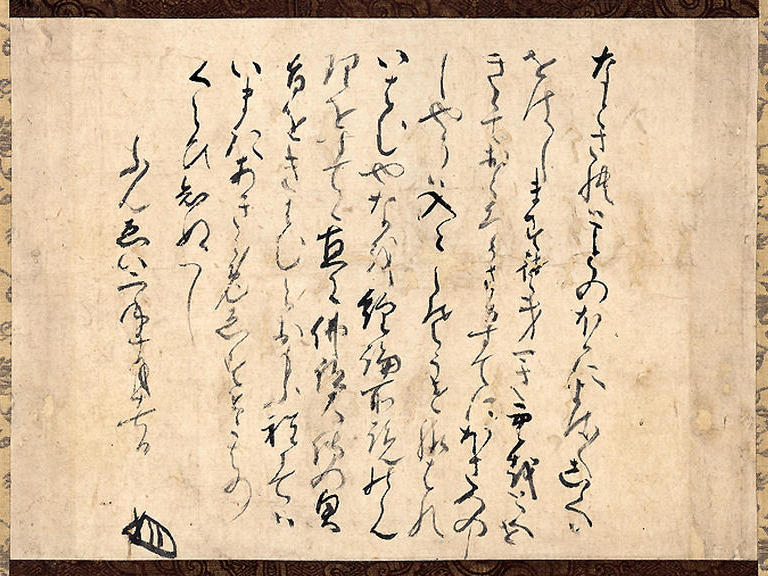
Kaligrafia Mugai

Pewnego razu odwiedziła klasztor Kenchō, którego opatem był chiński mistrzachan Wuxue Zuyuan działający w Japonii od 1279 roku. Rozpoczęła praktykę zen i następnie formalnie została buddystką a potem mniszką. Chociaż świeckim buddystkom zwykle zabraniało się odwiedzać klasztory, to zgodnie z dharmicznym zwyczajem, każda kobieta poszukująca nauk Buddy powinna je otrzymać.
Przed śmiercią w 1286 roku mistrz Wuxue Zuyuan mianował Mugai swoim spadkobiercą, co spotkało się z oporem wśród niektórych mnichów. Jednak jego własne teksty Bukko Kokushi goroku i Ju Kenchō-ji goroku wyraźnie potwierdzają, że Mugai Nyodai była zarówno jego uczennicą jak i duchowym spadkobiercą. Z biegiem czasu jednak Mugai zwyciężyła - ufundowała konwent buddyjski w Itsutsuji Omiya, który później stał się klasztorem szkoły rinzai pod nazwą Keiai, głównym kompleksem klasztornym rinzai "Gozan (Pięciu Gór)" oraz centralną świątynią linii przekazu Bukko.
Była bardzo aktywna w edukowaniu dzieci z rodzin samurajów. Jej kaligrafia osiągnęła drugą cenę w historii kobiecej kaligrafii, po kaligrafii Taita-no-Masako, matriarchini siogunatu Kamakury.
Mugai Nyodai zmarła 8 dnia 11 miesiąca 1298 roku w wieku 76 lat. Została pochowana w świątyni Shomyaku-in, którą wybudowała jako pomnik pogrzebowy dla swojego nauczyciela Zuyuana.

## Linia przekazu Dharmy zen
Pierwsza liczba oznacza liczbę pokoleń od Pierwszego Patriarchy chan w Indiach Mahakaśjapy.
Druga liczba oznacza liczbę pokoleń od Pierwszego Patriarchy chan w Chinach Bodhidharmy.
Trzecia liczba oznacza początek nowej linii przekazu w innym kraju.
- 49/22. Huqiu Shaolong (1077–1136)
  - 50/23. Ying’an Tanhua (1103–1163)
    - 51/24. Mi’an Xianjie (1118–1186)
      - 52/25. Songyuan Chongyue (1139–1209
        - 53/26. Yun’an Puyan (1156–1226)
          - 54/27. Xutang Zhiyu (1189–1269)
            - 55/28/1. Nampo Jōmyō (1235–1309) Japonia. Szkoła rinzai.

      - 52/25. Po’an Zuxian (1136–1211)
        - 53/26. Wuzhun Shifan (Yuanjiao) (1177–1249)
          - 54/27. Wuxue Zuyuan (1226–1286) (także Foguang)
            - 55/28/1. Mugai Nyodai (1223–1298) mniszka, pierwsza mistrzyni zen
            - 55/28/1. Kōhō Kennichi (1241–1316) Japonia.
              - 56/29/2. Musō Soseki (1275–1351)
                - 57/30/3. Mukyoku Shigen (1282–1359)
                  - 58/31/4. Donchū Dōhō (1365–1498)

                - 57/30/3. Shun'oku Myōha (1311–1388)
                - 57/30/3. Chūgan Engetsu (1300–1375)
                - 57/30/3. Gidō Shūshin (1325–1388)
                - 57/30/3. Zekkai Chūshin (1336–1405)
                  - 58/31/4. Ishō Tokugan (bd)
                    - 59/32/5. Zuikei Shūhō (1391–1473)
                    - 59/32/5. Kisei Reigen (1403–1488)

            - 55/28/1. Kian Soen (1261–1313)) Japonia.
            - 55/28/1. Muchaku (ur. 1243) Japonia. Mniszka
            - 55/28/1. Hōjō Tokimune (1251–1284) Japonia.
            - 55/28/1. Ichiō Inkō (1210–1281)Japonia

          - 54/27. Wu’an Puning (1197–1276)
            - 55/28/1. Hōjō Tokiyori (1227–1263) Japonia

          - 54/27/1. Enni Ben’en (1201–1280) Japonia
          - 54/27. Wanji Xingmi (bd)
            - 55/28. Yishan Yining (1217–1317)
              - 56/29/1. Kokan Shiren (1278–1346) Japonia
              - 56/29/1. Sesson Yūbai (1290–1346) Japonia

          - 54/27. Xueyan Huilang (bd)
            - 55/28. Gaofeng Yuanmiao (1238–1295)
              - 56/29/1. Zhongfeng Mingben (1263–1323) Japonia
                - 57/29. Tianru Weize (zm. 1354)
                - 57/30/2. Kosen Ingen (1295–1374) Japonia

            - 55/28. Qi’an Zongxin (bd)
              - 56/29. Shiwu Qinggong (1272–1352)
                - 57/30/1. T'aego Poŭ (1301–1382) Korea. Szkoła imje
                - 57/30/1. Paegun Kyŏnghan (1298–1374) Korea